# 米兰·库巴拉
米兰·库巴拉（捷克語：Milan Kubala，1946年6月18日—2020年3月14日），捷克男子田径运动员。他曾代表捷克参加1996年、2000年和2004年夏季残疾人奥林匹克运动会田径比赛，获得二枚金牌和一枚银牌。